# Reprezentacja Sudanu Południowego w piłce nożnej mężczyzn
Piłkarska reprezentacja Sudanu Południowego w piłce nożnej – zespół, reprezentujący Sudan Południowy. Od 10 lutego 2012 należy do CAF. Należy do FIFA od 25 maja 2012. Jest zarządzana przez South Sudan Football Association (Związek Piłki Nożnej Sudanu Południowego). Reprezentacja dotychczas rozegrała dwa nieoficjalne mecze. W pierwszym z nich 10 lipca 2011, uległa wtedy kenijskiemu klubowi Tusker Nairobi 1:3. Pierwszy oficjalny mecz międzypaństwowy zaplanowany został na 10 lipca 2012, wtedy to reprezentacja Sudanu zmierzyła się z Ugandą. Kapitanem drużyny był Khamis Leiluno. W tym meczu padł wynik remisowy (2:2).
Reprezentacja została po raz pierwszy sklasyfikowana w wydaniu Rankingu FIFA z sierpnia 2012.
Odnieśli swoje pierwsze zwycięstwo w historii 5 września 2015 nad reprezentacją Gwinei Równikowej w eliminacjach Pucharu Narodów Afryki 2017. Jedynego gola w tym meczu strzelił w 52 min. Atak Lual.
Obecnym selekcjonerem kadry Sudanu Południowego jest Ahcene Ait-Abdelmalek.

## Sztab Szkoleniowy
- Trener Główny:  Lee Sung-jea[6]

## Udział wMistrzostwach Świata
- 1930 – 2010 – Nie brał udziału (był częścią Sudanu)
- 2014 – Nie brał udziału
- 2018 – 2022 – Nie zakwalifikował się

## Udział wPucharze Narodów Afryki
- 1957 – 2012 – Nie brał udziału (był częścią Sudanu)
- 2013 – Nie brał udziału
- 2015 – 2023 – Nie zakwalifikował się